# ディヤーラー県
ディヤーラー県（ディヤーラーけん、アラビア語：محافظة ديالى Muḥāfaẓat Diyālā）は、イラクの県。県都はバアクーバ。人口は約140万人。

## 地理
チグリス川とその支流ディヤーラー川が流れている。東にイランとの国境を持つ。隣接する県は、北にスレイマニヤ県、南にワーシト県、南南西にバービル県、南西にバグダード県、西にサラーフッディーン県の5つ。

## 歴史
メソポタミア文明で有名なシュメール人の遺跡エシュヌンナ（バアクーバ）がある。

## 住民
住民はスンナ派が多数を占め、クルド人も少なくない。